# 飛馬座運載火箭

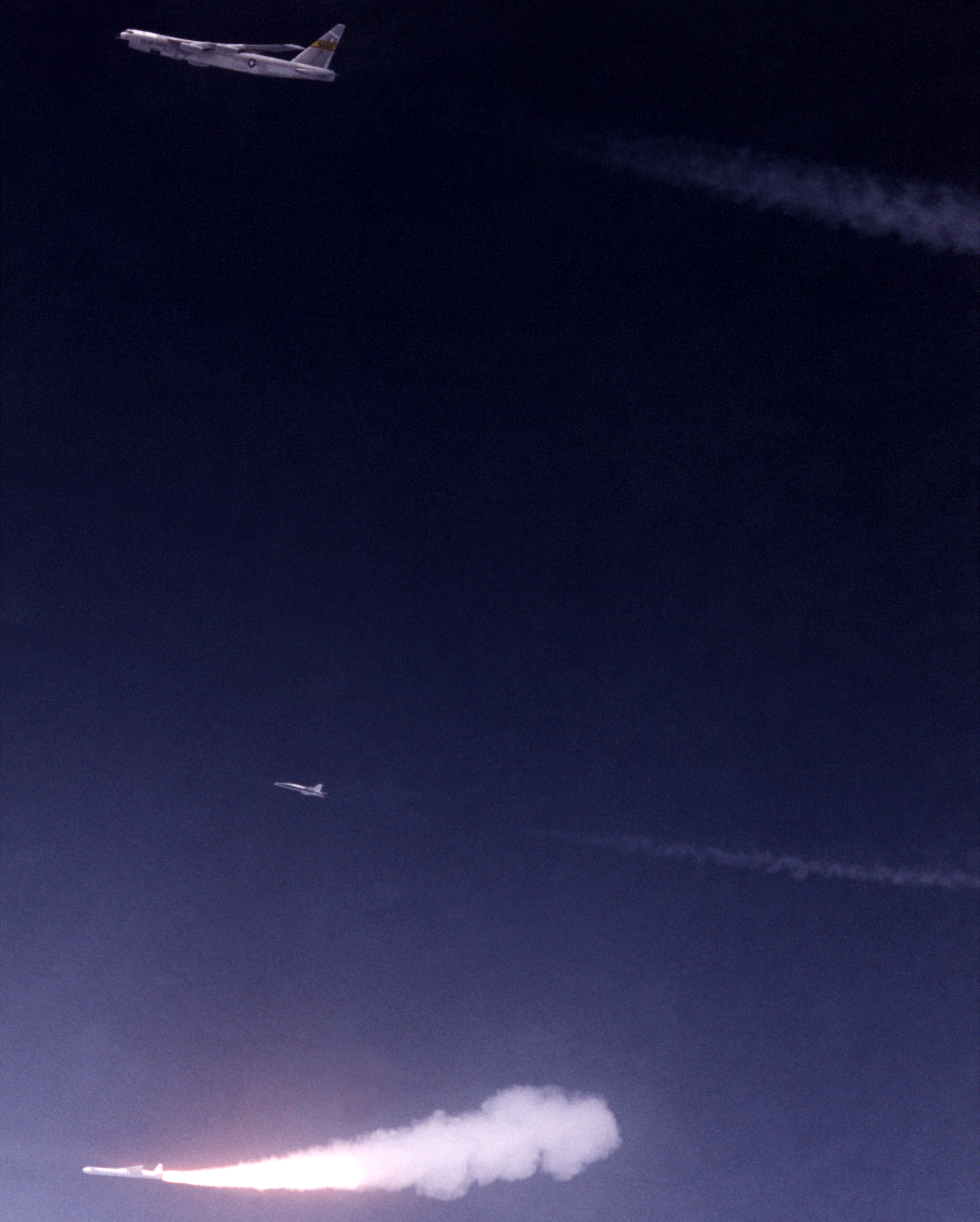
1991年飛馬座火箭脫離B-52轟炸機後點火發射。

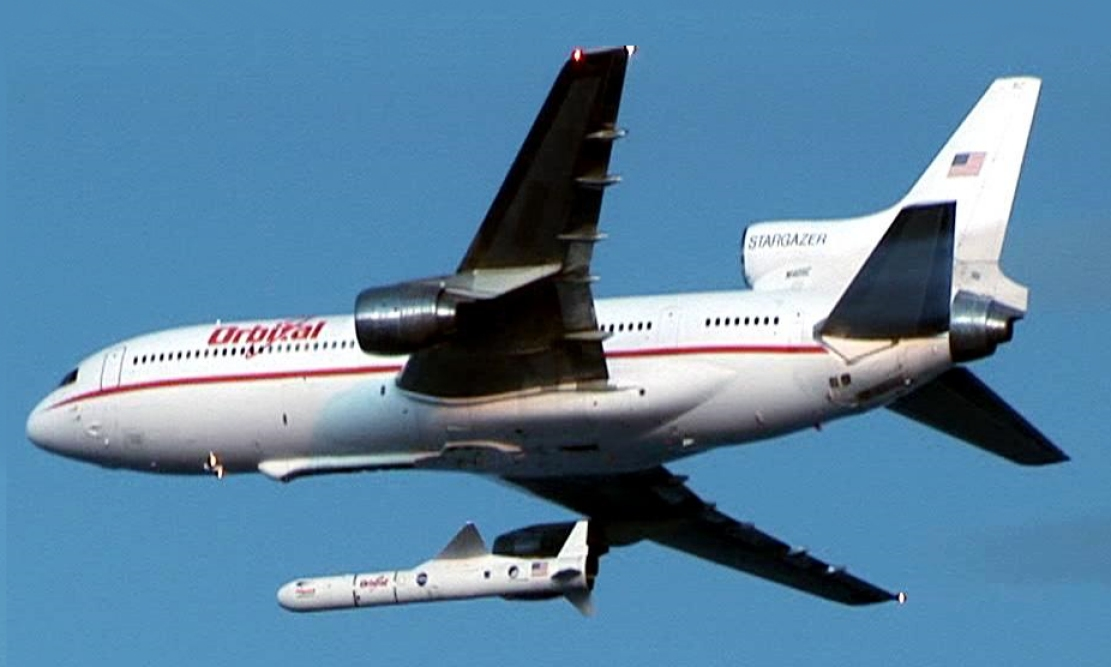
2006年由觀星者號洛克希德L-1011發射太空科技5號（ST5，Space Technology 5）微衛星。

飞马座火箭（Pegasus）是一种小型的有翼运载火箭，专门运载443公斤（980磅）以下的卫星至低轨，是由軌道科學公司開發的一次性使用运载系统。它是一种从空中发射入轨的火箭，因此不需要地面发射场。它由三级固体火箭提供动力。
飛馬座火箭是由飛機帶到約12,000公尺高空發射，和固定式發射火箭相較之下，它可以在任何地方發射。高空發射也使火箭不用面對強大重力和空氣摩擦力，可減少燃料攜帶。
截止2012年已经发射了40次，其中35次是成功的。

## 发射记录

### 数据统计
- 失败
- 部分失败
- 成功
- 计划

## 外部連結
- Orbital Sciences Corporation page （页面存档备份，存于）
- Pegasus Rocket page （页面存档备份，存于）
- Pegasus Mission History （页面存档备份，存于）
- Pegasus at Encyclopedia Astronautica